# Sophienborg
Sophienborg i Ullerød var en proprietærgård i udkanten af Hillerød og blev udvidet til et gods. Det var i 1900-tallet kendt som et mønsterlandbrug, der blev uddannelsessted for unge landmænd. Senere blev det overtaget af kommunen og overgik til museumsformål og senere skole.

## Bygningshistorie
Den ældste del af Sophienborg blev opført af den første ejer, regimentsskriver Torkild Rosenquist, og opkaldt efter hans kone Ane Sophie. Oprindelig var det en énlænget gård i Ullerød i Tjæreby Sogn ved Hillerød.
I 1788 flyttede Torkild Rosenquist gården til dens nuværende placering og tilføjede tre bindingsværkslænger, og i 1809 havde Rosenquist færdiggjort den nuværende hovedbygning.
I begyndelsen af 1820'erne udvidede gårdens anden ejer, stutmester ved Frederiksborg Stutteri Frederik Carl Emil Nielsen, godset fra 88 til 254 tønder land.
Tyve år senere i 1840'erne udvidede han desuden godsets venstre staldlænge med 28 fag bindingsværk. Denne længe er i dag Nordsjællands længste bindingsværksbygning.
I 1854 opførte ejeren ,proprietær Lund, endnu en ladelænge. Laden var af stampet ler.

## Prominente ejere
I 1872 købte finansmanden C.F. Tietgen gården, for kun tre år senere at sælge den til etatsråd P.N. Damm. I 1890'erne gav Damm godset en ny hestestald. Ved år 1900 var godset på 34 3/4 tønder hartkorn og 540 tønder land, heraf 50 tønder land skov og plantage, resten ager og eng.
I 1929 overtog Tietgens nevø Axel Jarl godset, efter at der havde været flere ejere. På kun ti år gjorde han Sophienborg til et af landets førende landbrug – ikke mindst på grund af godsets mælkeproduktion.
Axel Jarl havde arvet Strødam i 1917. Med erhvervelsen af Sophienborg fik han et velafrundet samlet gods.

## Sophienborg bliver mønsterbrug
I 1936 købte Sophienborg som den første gård i landet en maskine til at tappe mælk på papkartoner på eget mejeri, der hed Sophienborg Naturmælk. Nu begyndte en lang række indretningsmæssige ændringer.
I 1938 brændte hovedbygningen delvis ned, og ved genopbygningen blev der mulighed for flere moderniseringer.
I 1939 blev godsets staldbygninger udvidet og indrettet efter tidens mest moderne ideer.
I 1949 blev Sophienborg Gods omdannet til ”Sophienborg Læregård” for unge landmænd. Skolen blev fra 1949 til 1973 drevet som en selvejende institution baseret på et legat efter Axel Jarl. Den hedder nu Jarl-fonden, og efter afhændelsen af Sophienborg ejer fonden ejendommene Frihedslund Læregård og Marienhøj ved Ruds Vedby på i alt 360 ha og Strødam Naturreservat ved Hillerød, som omfatter 160 ha.
Når godsejer Axel Jarl gjorde sin ejendom til en selvejende institution, hang det sammen med, at hans eneste barn, Jens Joachim Jarl, ikke havde lyst til landbrug, men var cand.polyt. Axel Jarl døde i 1950, og sønnen omkom i 1951 på Grønlands indlandsis under en ekspedition.
I 1975 overtog Hillerød kommune godset, og udstykkede jorderne til boliger og selve gården blev fra midten af 1980'erne brugt af Folkemuseet.
I 2006 åbnede Sophienborgskolen, en folkeskole på godset og Folkemuseet beholdt kun husmandstedet Ll. Ravnebjerghus ved siden af godset/skolen.